# Széchenyi Ödön

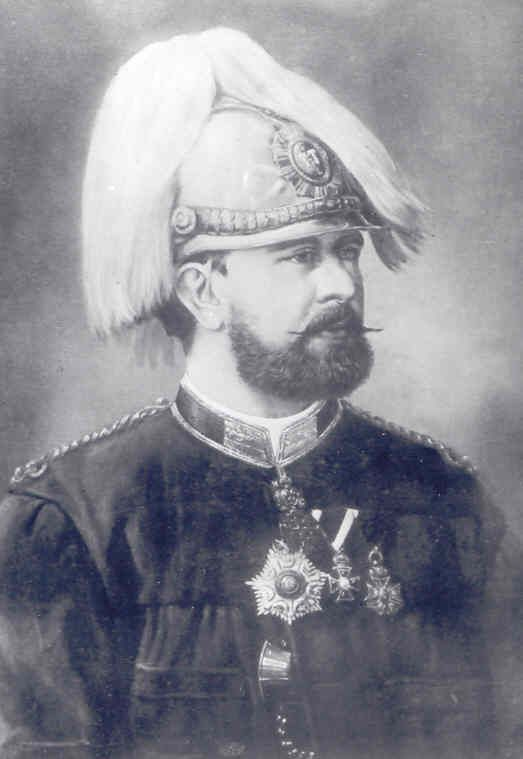
A tűzoltó gróf

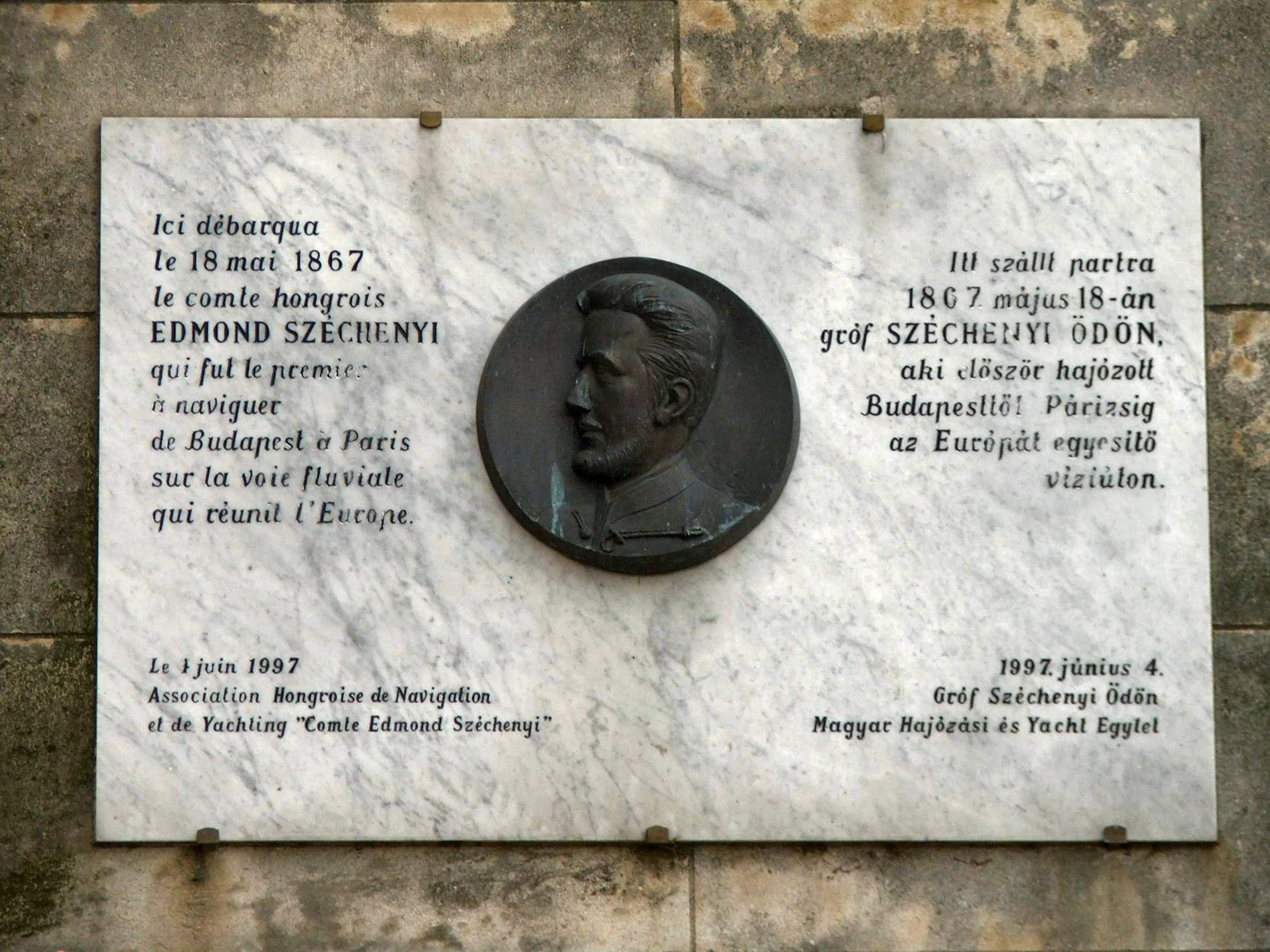
Emléktáblája a Szajna partján, az Eiffel-torony közelében

Sárvár-felsővidéki gróf Széchenyi Ödön György István Károly (Pozsony, 1839. december 14. – Isztambul, 1922. március 24.) magyar származású oszmán pasa, Széchenyi István ifjabb fia. Az állami tűzoltóság megszervezője, irányítója Magyarországon és az Oszmán Birodalomban. Elsőként jutott el hazánkból Párizsba kizárólag vízi úton.

## Életpályája

### A kezdetek
A Sárvár-felsővidéki gróf Széchenyi család sarja. Apja gróf Széchenyi István politikus, anyja gróf Seilern Crescence volt. A szent Mártoni plébánián keresztelték meg Pozsonyban: keresztszülei gróf Széchenyi Béla és gróf Zichy Mária kisasszony voltak. Ödön 21 évesen került Pestre, ahol a közlekedés szinte minden ágával foglalkozott. Hajóstiszti végzettsége volt. 
1862-ben Londonba utazott a világkiállításra, itt került kapcsolatba a szervezett tűzoltással, amikor felkereste a Fire Brigade-ot.

### A magyarországi tűzvédelemért
Széchenyi a világkiállítás után a honi tűzvédelem megszervezésére törekedett. Magyarországon támogatókat keresett és talált, így 1863-ban megalakulhatott a Budapesti Önkéntes Tűzoltó Egylet. 1869-ben, a Nemzeti Torna Egylettel egyesülve – egyenruhás tűzoltókkal –, és az általa Londonban vásárolt tűzoltóautóval megkezdhették a kiképzést.
Gróf Széchenyi Ödön lett az első elnöke az 1870-es évek elején megalakult  Magyar Országos Tűzoltó Szövetségnek. Bár Széchenyi az önkéntes tűzoltóság meghonosítása mellett foglalt állást, és minden erejével az önkéntes tűzoltótestület megszervezésén fáradozott, már az erre irányuló mozgalma kezdetén is úgy vélekedett, hogy  a tűzoltó szertárnok és gépész kapjon fizetést, a gépek  takarítására pedig hat szolgát fogadjon fel az önkéntes egylet. Megalakulásuk után valóban fogadtak fel szolgákat – akik egyenruhát is kaptak –  a szerek és felszerelések  takarítására, karbantartására. Mivel azonban  a nappali szolgálat ellátása nem volt  biztosítva, a gróf belátta, hogy az önkéntes tűzoltóegylet egyedül nem lesz képes megfelelő és kifogástalan módon ellátni a tűzoltói szolgálatot, s már 1869-ben javasolta  a hivatásos városi tűzoltóság  felállítását. A tanács megértéssel fogadta előterjesztését, pártolóan vitte a közgyűlés elé, és annak hozzájárulásával  megkezdhette a szervezést. Így történhetett meg, hogy az önkéntes és a hivatásos tűzoltóság néhány nap különbséggel kezdte meg a szolgálatát. 1870. február 1-jétől a két tűzoltóság – az önkéntes és a 12 fős fizetett, azaz hivatásos – közösen látta el a tűzoltás nehéz feladatát gróf Széchenyi Ödön főparancsnoksága alatt, aki az önkénteseknek választott, a hivatásosaknak a két város által megbízott vezetője volt. Ez azt jelentette, hogy gróf Széchenyi Ödön vette a fáradságot és tömlőt cipelt, pucolt, vagy éppen halzsírral kente be azt, amikor az volt a feladat. Nagy megbecsülés és tisztelet övezte elszántsága és komoly lelkesedése miatt.

### Törökországi korszaka
Amikor Konstantinápolyban járt 1870 júniusában, éppen pusztító tűzvész után érkezett. A június 5-i tűzvészben leégett az angol követség háza, az olasz színház, az amerikai és a portugál konzulátus, a francia fürdők, a német szeretetház, az örmény-katolikus és a római katolikus érsekség épületei. A követségek és konzulátusok közbenjártak a török portánál, hogy a város védelmére rendszeres tűzoltóságot szervezzen meg. Mivel Széchenyi éppen ott járt, felajánlotta a segítségét, hogy magyar mintára felállítja a hivatásos és önkéntes tűzoltóságokat. Gyakorlatilag nem történt semmi, 1873-ig húzódott az ügy, közben pusztító tűzvészekkel. 1873-ban a külföldiek erőteljesen panaszkodtak a török hatóságoknál, hogy az ígéretek ellenére nem történt semmi. Természetesen közben sok nyugati érdekeltségű épületet is tűzkár ért. 1874 elején már nagyon határozottan szorgalmazták a külföldi követségek a tűzoltóság létrehozását, és jelöltjük Széchenyi volt, akinek addigra már Európa-szerte ismert volt a neve, mivel a magyarországi tűzoltóságok megszervezésével és elért eredményeivel a legjobbak között voltak tűzoltói. A szultánra az orosz nagykövet is óriási nyomást gyakorolt, de természetesen ő orosz tűzoltótiszteket akart Konstantinápolyba vitetni. Ezzel a kezdeményezéssel szemben az európai összefogás majdnem kevésnek bizonyult: az orosz követ tűzoltókat hozatott, és nagyszabású bemutatót tartott. Széchenyi időben értesült a dologról, és ő is tűzoltókért küldetett, akik pár nappal az orosz bemutató után megmutatták saját felkészültségüket. A szultán a fegyelmezett katonás csapat pontos és összeszokott gyakorlata láttán, ami szinte hang nélkül, gyorsan és látványosan zajlott le, számot adva szakértelemről, felkészültségről, bátorságról és csapatszellemről, azonnal megbízta Széchenyit, hogy az ő szervezésében – magyar mintára – hozza létre a török tűzoltóságot. Mostoha körülmények között és rengeteg előítélettel, nehézséggel, anyagi gonddal kellett megküzdenie, csapatot alakítania, felszerelnie a tűzoltóságot. Tűzoltólaktanyát és gyakorlóteret építtetett. Az évekig tartó munka olyannyira elhúzódott, hogy a gróf végül Konstantinápolyban maradt. Az Isztambul-Galata városrészben megépítette a siklót, ami ott egy földalatti alagútban közlekedik. Közben többször hazalátogatott, gyermekeit magyarul taníttatta. Tervezte hazaköltözését, de nem adódott rá alkalma és módja. A török–görög háború, majd az első világháború és Trianon megviselte, de örömét lelte a tűzoltószolgálatban. Idős korában is kijárt a tüzekhez, irányította az oltást. Az egymást váltó török szultánok megbecsülték, több kitüntetést, rangot kapott, állítólag ő volt az első keresztény, aki a pasa címet úgy kapta meg, hogy nem kellett hitét elhagyva a muzulmán hitre áttérnie. Ödön pasa a legnagyobb rangú tábornokok közé tartozott.

### Házasságai és leszármazottjai
1864. január 10-én Esztergomban házasodott meg először, ekkor feleségül vette a nemesi származású almási Almay Mária Teréz Adelhaid „Irma” (*Lipótváros, Pest, 1844. szeptember 19. – †Bécs, 1891. február 19.) kisasszonyt, almási Almay Rudolf (1812–1879), földbirtokos, és báró feldeggi Fellner Adél (1817–1865) lányát. Közös gyermekeik:
- gróf Széchenyi András Andor István Mária Béla, (*?, 1865. augusztus 1. – Nieder-Ollwitz, 1907. március 2.) és
- gróf Széchenyi Wanda (*?, 1870. január 12. – †Teheran, 1916. december 18.).

Házassága romlani kezdett, végül Széchenyi Ödön gróf Törökországba, felesége és gyermekei pedig Bécsbe költöztek. Első felesége halálát követően, 1891. augusztus 1-én Konstantinápolyban, feleségül vette Christopulos Eulália (*Konstantinápoly, 1854. május 13. – †Konstantinápoly, 1918. június 6.) kisasszonyt, aki házasságkötésük előtt három gyermekkel áldotta meg, ezzel az esküvővel őket törvényesítette, negyedik gyermekük ezt követően született:
- gróf Széchenyi Olga (*1873 – †Gleichenberg, 1889. április 21.),
- gróf Széchenyi Ilona (*Konstantinápoly, 1888. május 7. – †Budapest, 1951. január 11.),
- gróf Széchenyi Gusztáv Géza Ferenc Anasztáz (*Konstantinápoly, 1889. október 27. – †Mainz, 1966. november 17.) és
- gróf Széchenyi Bálint Emil Richard Péter (*Konstantinápoly, 1893. november 23. – †Párizs, 1954. október 21.).

## Munkái
Nevéhez fűződik többek között:
- az Első Magyar Utazási Társaság
- a Budapesti Hajósegylet

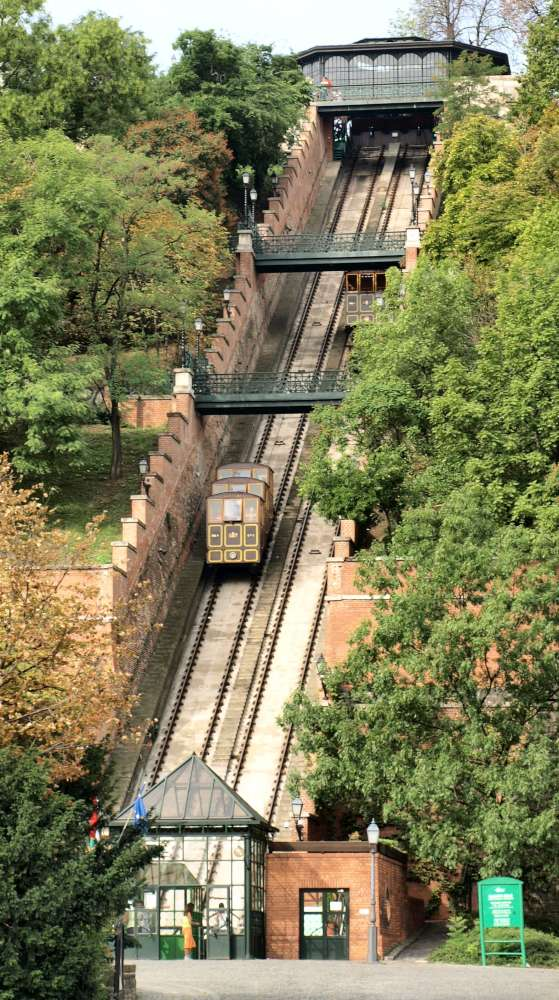
Budavári sikló

- a Budai Népszínház alapítását segélyező bizottmány
- a Magyar Kereskedelmi és Iparegylet
- a Magyar Kertészeti Társulat
- a szabadságharc bukása után betiltott, és az ő pártfogó kezdeményezésére 1865-ben újjáalakult Pesti Sakk-kör elnöke[8]
- 1867-ben a Hableány nevű gőzhajón Folmann Alajos társaságában átkelt vízi úton a kontinensen. A Duna, Majna, Rajna, Marne és Szajna folyókon keresztül érkeztek meg Párizsba a Világkiállításra. III. Napóleon császár a Becsületrendet adományozta Széchenyinek ezért az egyedülálló vállalkozásért, a Hableány aranyérmet kapott.
- a Budavári sikló
- részt vett 1867-ben a későbbi MÁVAG gyár alapjául szolgáló Magyar Svájci Gépgyár Rt. alapításában és
- 1868-ban az Újpesti Hajógyár alapításában
- az Első Magyar Szálloda Részvénytársaság
- a Népszálló
- Széchenyi ötlete nyomán valósult meg a budapesti fogaskerekű vasút

## Tervei
- folyami hajóút létesítése a Fekete-tenger és az Atlanti-óceán között
- gőzkomp-járat Buda és Pest között
- közúti gőzgépkocsik
- az utcai hirdetőtáblák
- a Gellért-hegy rendezése
- a Nemzeti Panteon kialakítása
- magántávirdák felállítása

A „Tűzpasaként” tisztelt Széchenyi Ödönt Európa-szerte és Törökországban számos magas kitüntetésben részesítették, míg Magyarországon szinte alig ismerték érdemeit.

## Emlékezete
- Temetése a szultán képviselőinek részvételével török–magyar temetés valamint katonai és tűzoltó megemlékezés is volt egyben a császári pasa és magyar gróf végrendelete szerint.
- Széchenyi Ödön mellszobor az Országos Tűzoltó Múzeum gyűjteményében, alkotó ifj. Szlávics László, készült: 1987
- Fiatalkori portréja bronz plaketten, az Országos Tűzoltó Múzeum gyűjteményében.
- Emléktáblája látható a Fővárosi Tűzoltóparancsnokság főbejárata mellett Budapesten (VIII. ker., Dologház u. 1-3.)
- Emlékmű színvonalú sírköve megtekinthető Isztambul európai oldalán, a belvároshoz közel fekvő Feriköy Mezarligi keresztény temető római-katolikus szektorában.
- Isztambulban a Tűzoltó Múzeum Széchenyi Ödön nevét viseli ma is (Kont Seçini İtfaiye Müzesi).